# Koneru Humpy
Koneru Humpy é uma Grande Mestre de Xadrez indiana, e atual terceira colocada no ranking feminino da FIDE. Ela é a primeira mulher a quebrar o recorde de 2577 pontos de Susan Polgar, a segunda melhor enxadrista da história do xadrez, e a segunda mulher a passar da marca de 2600 pontos no ELO.
Humpy detém o recorde de mais nova mulher a se tornar Grande Mestre (não apenas WGM), o que conseguiu com 15 anos, 1 mês e 27 dias, batendo o recorde anterior de Judit Polgar por 3 meses.
Em 2001, ela venceu Campeonato do Mundo de Xadrez Júnior, e em 2006 participou do Campeonato Mundial Feminino de Xadrez, mas foi derrotada na segunda rodada.
Em 2019 e 2024 ela venceu o Campeonato Mundial de Rápidas. 
Humpy competiu na Olimpíada de Xadrez de 2022 como parte da equipe feminina da Índia, que conquistou a medalha de bronze.